# Гаспаре Ланді
Гаспаре Ланді (італ. Gaspare Landi 1756—1830) — італійський живописець академічного напрямку.

## Біографія
Гаспаре був другою дитиною в сім'ї Ерколе Ланді і Марії Франчески Ріцці і мав чотирьох братів і сестер. Батьки художника були аристократичного походження, але сім'я відчувала матеріальну скруту до такої міри, що Ерколе Ланді навіть відсидів у в'язниці через прострочені борги. Потім сім'я переїхала в Брешію, де батько влаштувався кравцем, а мати і сестри пішли в монастир. Гаспаре взяв на виховання його дядько Емануеле, чиновник при герцогському дворі Парми.
До 1768 року Гаспаре Ланді відвідував школу єзуїтів, після закриття ордена продовжував навчання у приватних наставників. Помітивши його хист до малювання, дядько віддав Гаспаре в майстерню художника Дж. Бандіні, який працював у той час в П'яченцаі. Після 1772 року Гаспаре продовжив навчання в П'яченці у художника А. Порчеллі. Разом зі своїм другом, декоратором і сценографом М. Ніколіні, Ланді самостійно вивчав роботи художників болонської школи, таких як Лодовіко Карраччі, Доменікіно, Гверчіно, Гвідо Рені, а також Порденоне і Прокаччіні.
20 серпня 1774 року він одружився з Діаною Джузеппе Альбанезі, від якої у нього було два сини: Альфонсо (народився 10 червня 1775 року) і П'єтро Антоніо (26 грудня 1777 року).
20 червня 1781 року Гаспаре Ланді приїхав в Рим, деякий час був учнем Доменіко Корво і Помпео Батоні. Він вивчав античні артефакти, беручи участь в археологічних розкопках, вивчав теоретичні роботи Антона Рафаеля Менгса і праці з історії мистецтва.
Однак оскільки історичний живопис був відносно трудомістким і дорогим, Гаспаре Ланді вирішив писати невеликі картини на релігійні сюжети і портрети, з якими він був настільки успішний, що зміг змагатися з Ангелікою Кауфманн, мистецтво якої він також дуже цінував за витончений стиль «граціозо». Його також вважали суперником Вінченцо Камуччіні.
Гаспрі Ланді був прийнятий в освічене товариство Риму, в яке входили кардинал, літератор і меценат Сіджісмондо Кіджі та археолог Енніо Квіріно Вісконті. У Ланді були особливо плідні і тривалі дружні відносини з архітектором О. Боні і поетом Дж. Де Россі, редактором художнього журналу «Мемуари образотворчих мистецтв» (Memorie per le belle arti), який фінансував C. Кіджі.
У 1809 році Гаспаре Ланді взяв участь у виставці на Капітолії і був обраний наполеонівським урядом для прикрашення нової імператорської резиденції в Квіринальському палаці. Разом з Камуччіні, Антоніо Кановою, Раффаеле Стерном, Віван-Деноном і М. Дару він відповідав за вибір іконографічної програми і залучення художників.
У 1805 році Гаспаре Ланді став членом Академії Святого Луки в Римі, в 1812 році — професором живопису, в 1817—1820 роках був принцепсом (президентом) Академії.
Бонапарт зробив його кавалером Ордена Залізної Корони, ордена Сан-Джузеппе (Святого Йосипа). Близько 1820 року Ланді повернувся в П'яченцу, маючи намір залишитися там назавжди, але в 1824 році знову влаштувався в Римі. Йому запропонували посаду професора Венеціанської академії, але замість цього він залишився президентом Академії Святого Луки.
Гаспаре Ланді помер в П'яченці 27 лютого 1830 року. Серед його численних учнів були Томмазо Мінарді, Дж. Сільваньї, К. М. Віганоні і Мікеле Рідольфі.

## Галерея

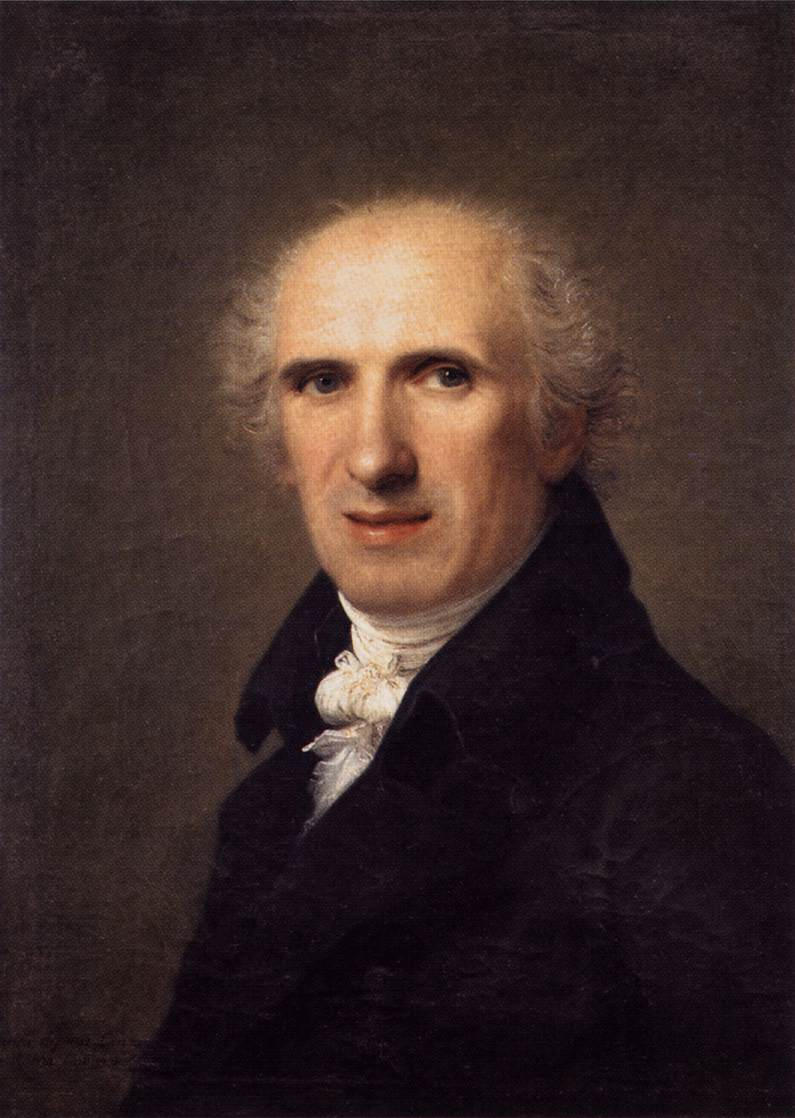
Портрет Антоніо Канови. 1806. Галерея Боргезе, Рим
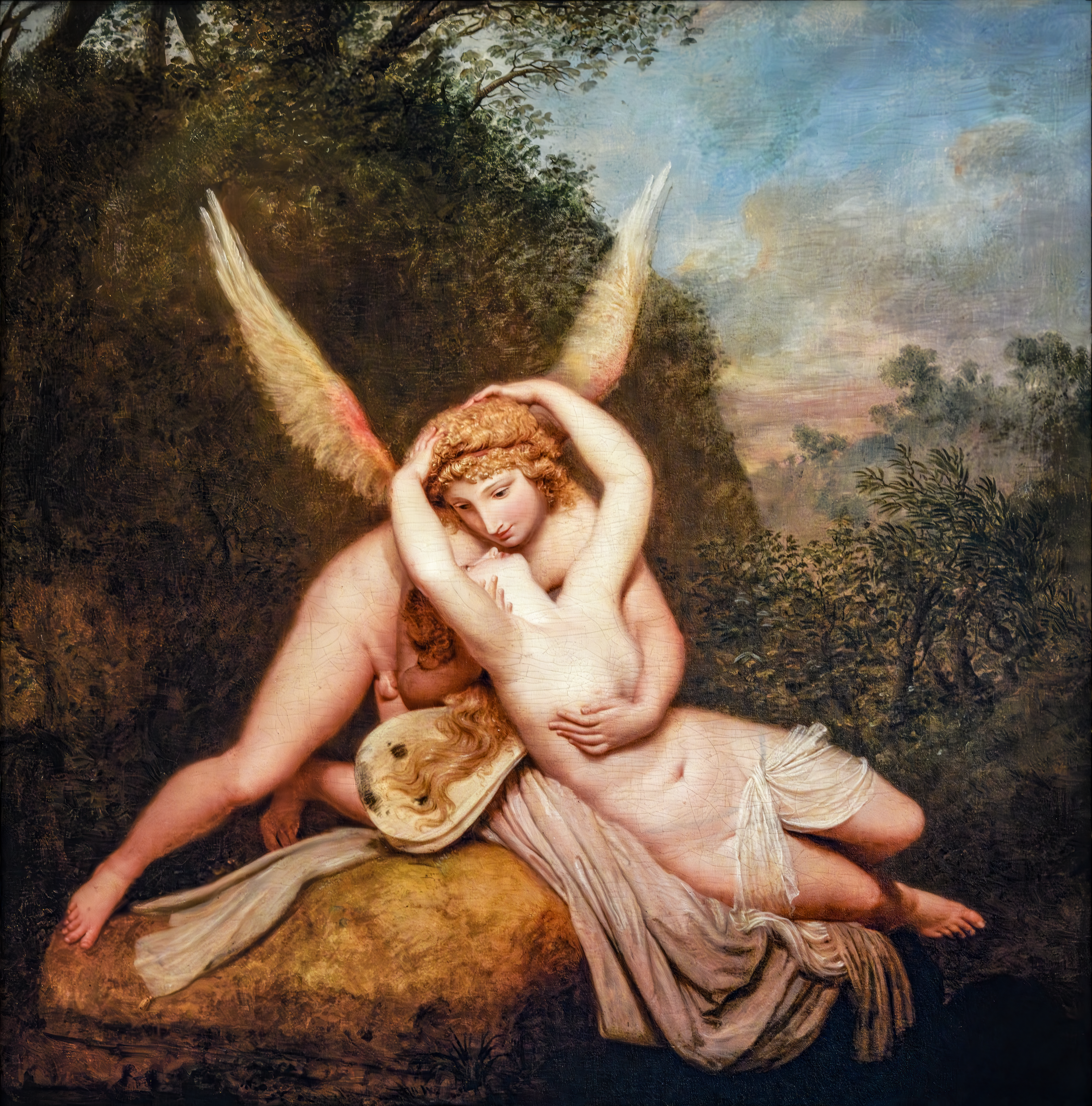
Амур і Психея. 1789-1794. Музей Коррер, Венеція
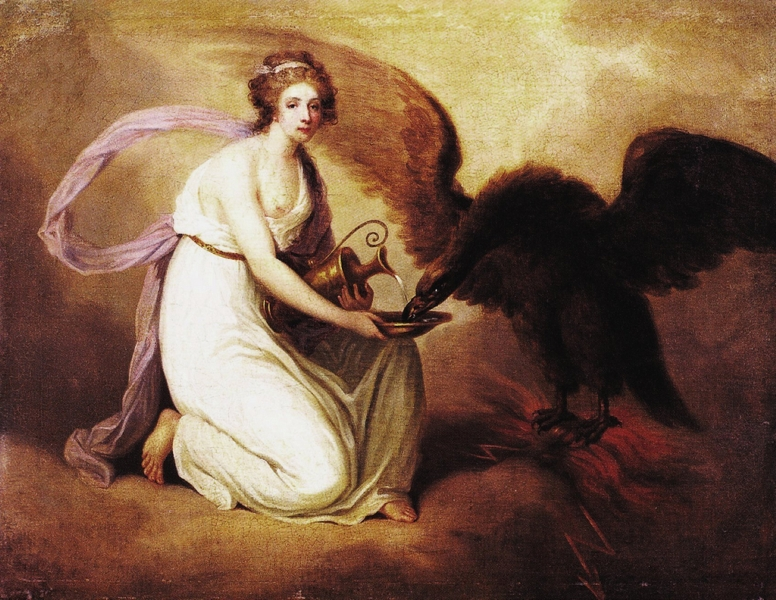
Геба, що вигодовує Юпітера в образі орла. 1790. Місцезнаходження невідоме
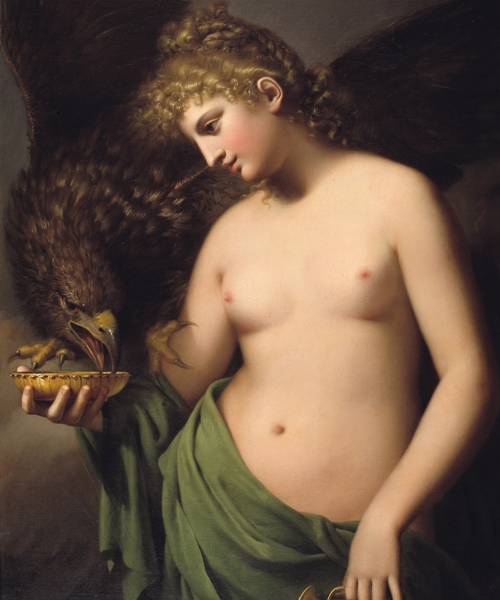
Геба, що вигодовує Юпітера (варіант картини). 1790
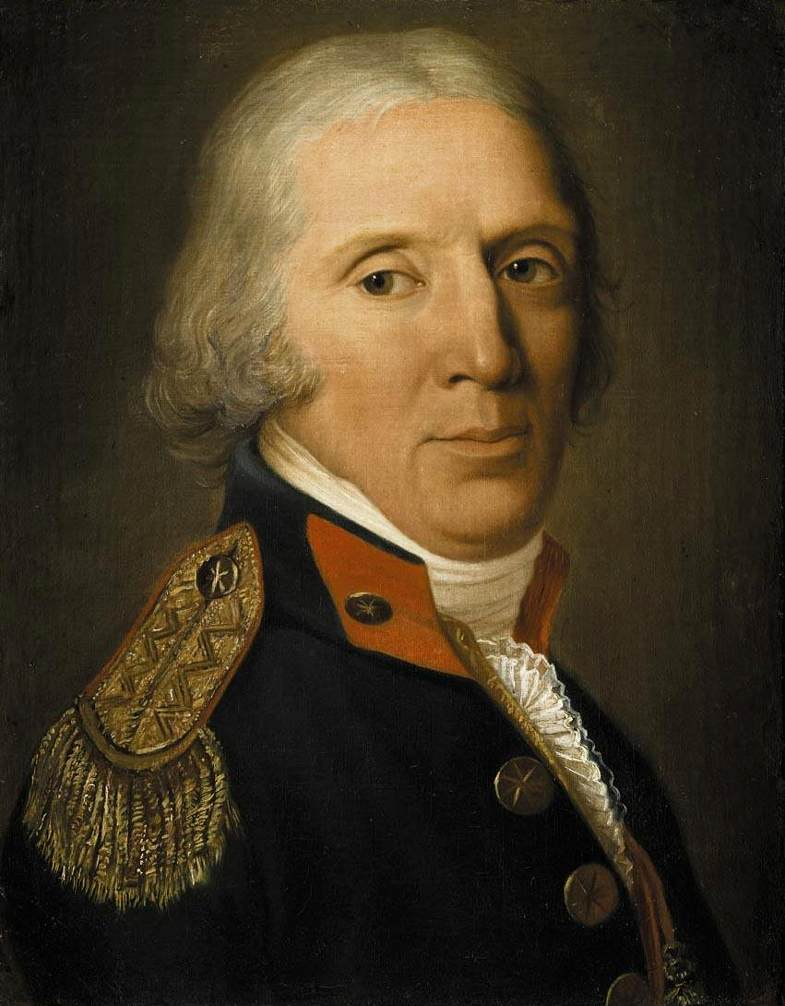
Портрет Онофріо Боні. 1801 р. Приватна колекція
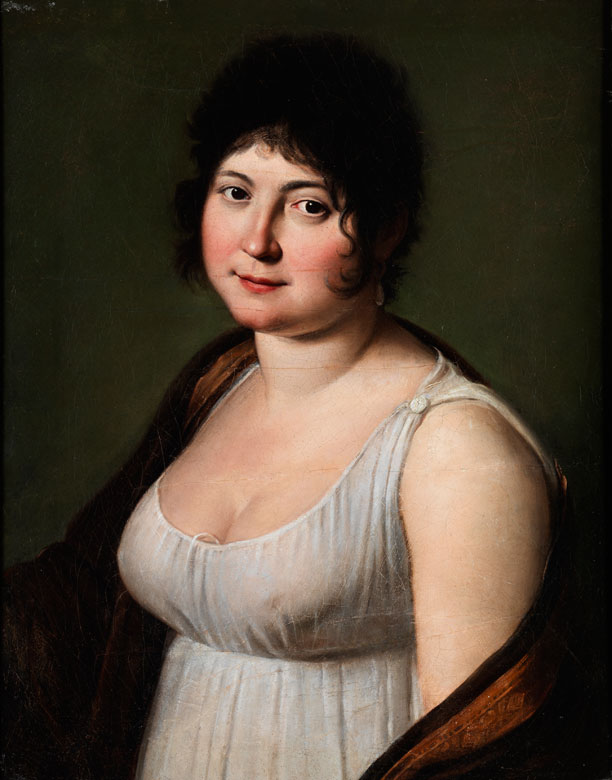
Портрет дами в сукні стилю ампір. 1810. Приватна колекція.